# Malcom (cầu thủ bóng đá)
Malcom Filipe Silva de Oliveira (sinh ngày 26 tháng 2 năm 1997), là một cầu thủ bóng đá chuyên nghiệp người Brazil thi đấu ở vị trí tiền đạo cho câu lạc bộ Al-Hilal tại Saudi Pro League và đội tuyển bóng đá quốc gia Brasil.

## Sự nghiệp

### Corinthians
Malcom bắt đầu sự nghiệp ở đội trẻ Corinthians, và được gọi lên đội một vào năm 2014 bởi huấn luyện viên Mano Menezes. Anh ra sân thường xuyên trong đội hình chính ở mùa giải 2015. Tại Corithians, Malcom có 73 trận đấu và 10 bàn thắng.

### Bordeaux
Vào ngày 31 tháng năm 2016, Bordeaux thông báo rằng Malcom chính thức trở thành người của cậu lạc bộ với mức phí không được tiết lộ. Anh nhanh chóng lấy được cảm tình của người hâm mộ đội bóng bằng màn trình diễn ấn tượng. Malcom có 3 mùa bóng chơi cho Bordeaux, ra sân 96 lần và có 23 bàn thắng.

### Barcelona
Dù được cho rằng đã trở thành cầu thủ của Roma, ngày 24 tháng 7 năm 2018, Malcom ký vào bản hợp đồng trị giá 41 triệu Euro có thời hạn 5 năm với Barcelona (cùng 1 triệu Euro tiền thưởng). Trước đây anh ấy đã gần gia nhập Roma , với những người hâm mộ đang đợi anh ấy đến sân bay  và giám đốc thể thao Monchi tuyên bố rằng người Ý sẽ xem xét hành động pháp lý chống lại Barcelona. 
Do giới hạn đối với những cầu thủ không có hộ chiếu Liên minh châu Âu, Malcom đã bị loại khỏi đội hình Barcelona giành Siêu cúp Tây Ban Nha 2018 .  Vào ngày 25 tháng 8, anh có trận ra mắt chính thức cho câu lạc bộ trong chiến thắng 1–0 trước Real Valladolid tại José Zorrilla , thay cho người đồng hương Philippe Coutinho khi trận đấu còn 6 phút.  Vào ngày 6 tháng 11, Malcom ghi bàn thắng đầu tiên cho Barcelona trong trận hòa 1-1 trước Inter Milan tại UEFA Champions League .  Vào ngày 6 tháng 2 năm 2019, Malcom đã có trận ra quân đầy bất ngờ trước Real Madrid ở Cúp Nhà vua Tây Ban Nha trận bán kết lượt đi, ghi bàn gỡ hòa 1-1.  Vào ngày 2 tháng 4 năm 2019, Malcom ghi bàn thắng đầu tiên tại La Liga trong trận hòa 4–4 trước Villarreal CF . 

### Zenit
Ngày 2 tháng 8 năm 2019, Malcom gia nhập Zenit Saint Petersburg theo bản hợp đồng có thời hạn 5 năm trị giá 40 triệu euro, cộng thêm 5 triệu euro biến phí. Anh ra mắt vào ngày hôm sau trong trận hòa 1-1 trên sân nhà với FC Krasnodar , khi vào sân thay cho Alexey Sutormin ở phút thứ 71 .  Do chấn thương, anh chỉ thi đấu 64 phút cho đến ngày 4 tháng 10.  Anh trở lại sân cỏ vào ngày 29 tháng 2 năm 2020 khi chơi trọn 90 phút trong trận hòa không bàn thắng trên sân nhà với Lokomotiv Moscow . [ cần dẫn nguồn ]
Vào ngày 2 tháng 5 năm 2021, anh ghi bàn thắng cuối cùng của trận đấu giúp Zenit giành danh hiệu thứ ba liên tiếp trong chiến thắng 6–1 trước đội xếp thứ hai là FC Lokomotiv Moscow . 
Ngày 22 tháng 7 năm 2022, Malcom gia hạn hợp đồng với Zenit đến năm 2027. 
Vào ngày 29 tháng 4 năm 2023, lần đầu tiên trong sự nghiệp, Malcom ghi 4 bàn trong một trận đấu, giúp Zenit giành chiến thắng 1-5 trước Krylia Sovetov. Anh trở thành Vua phá lưới của Giải bóng đá ngoại hạng Nga 2022–23 với 23 bàn thắng ghi được. 

### Al-Hilal
Ngày 26 tháng 7 năm 2023, Malcom gia nhập Al-Hilal theo bản hợp đồng có thời hạn 4 năm trị giá 60 triệu Euro với khoản thanh toán trước 50%, trở thành bản hợp đồng đắt giá thứ hai lịch sử cậu lạc bộ tính đến thời điểm hiện tại.

## Sự nghiệp quốc tế
Malcom được gọi vào đội hình U-20 Brazil thi đấu tại Giải vô địch bóng đá U-20 Nam Mỹ 2015 tại Uruguay.Tại giải đấu này, anh có 6 lần ra sân và 1 bàn thắng, Brasil cán đích ở vị trí thứ tư.
Malcom được gọi bổ sung để thay cho Kenedy tại Giải vô địch bóng đá U-20 thế giới 2015. Anh có 5 lần ra sân, bao gồm cả trận chung kết, khi mà Brazil đã để thua U-20 Serbia.

## Thống kê sự nghiệp

### Câu lạc bộ
Tính đến tính đến trận đấu 15 tháng 7
| Câu lạc bộ           | Mùa giải            | Vô địch quốc gia                  | Vô địch quốc gia | Vô địch quốc gia | Cúp quốc gia | Cúp quốc gia | Cúp liên đoàn | Cúp liên đoàn | Cúp châu lục | Cúp châu lục | Khác    | Khác   | Tổng cộng | Tổng cộng |
| Câu lạc bộ           | Mùa giải            | Hạng đấu                          | Số trận          | Số bàn           | Số trận      | Số bàn       | Số trận       | Số bàn        | Số trận      | Số bàn       | Số trận | Số bàn | Số trận   | Số bàn    |
| -------------------- | ------------------- | --------------------------------- | ---------------- | ---------------- | ------------ | ------------ | ------------- | ------------- | ------------ | ------------ | ------- | ------ | --------- | --------- |
| Corinthians          | 2014                | Série A                           | 20               | 2                | 3            | 0            | —             | —             | 0            | 0            | 1       | 0      | 24        | 2         |
| Corinthians          | 2015                | Série A                           | 31               | 5                | 2            | 0            | —             | —             | 3            | 0            | 10      | 3      | 46        | 8         |
| Corinthians          | Tổng cộng           | Tổng cộng                         | 51               | 7                | 5            | 0            | —             | —             | 3            | 0            | 11      | 3      | 70        | 10        |
| Bordeaux             | 2015–16             | Ligue 1                           | 12               | 1                | 1            | 1            | 0             | 0             | 0            | 0            | —       | —      | 13        | 2         |
| Bordeaux             | 2016–17             | Ligue 1                           | 37               | 7                | 4            | 2            | 4             | 0             | —            | —            | —       | —      | 45        | 9         |
| Bordeaux             | 2017–18             | Ligue 1                           | 35               | 12               | 1            | 0            | 0             | 0             | 2            | 0            | —       | —      | 38        | 12        |
| Bordeaux             | Tổng cộng           | Tổng cộng                         | 84               | 20               | 6            | 3            | 4             | 0             | 2            | 0            | —       | —      | 96        | 23        |
| Barcelona            | 2018–19             | La Liga                           | 15               | 1                | 6            | 2            | —             | —             | 3            | 1            | 0       | 0      | 24        | 4         |
| Barcelona            | Tổng cộng           | Tổng cộng                         | 15               | 1                | 6            | 2            | —             | —             | 3            | 1            | 0       | 0      | 24        | 4         |
| Zenit St. Petersburg | 2019–20             | Giải bóng đá ngoại hạng Nga       | 12               | 4                | 3            | 0            | —             | —             | 0            | 0            | 0       | 0      | 15        | 4         |
| Zenit St. Petersburg | 2020–21             | Giải bóng đá ngoại hạng Nga       | 21               | 3                | 0            | 0            | —             | —             | 3            | 0            | 1       | 0      | 25        | 3         |
| Zenit St. Petersburg | 2021–22             | Giải bóng đá ngoại hạng Nga       | 24               | 8                | 2            | 0            | —             | —             | 8            | 1            | 1       | 0      | 35        | 9         |
| Zenit St. Petersburg | 2022–23             | Giải bóng đá ngoại hạng Nga       | 27               | 23               | 5            | 2            | —             | —             | —            | —            | 1       | 1      | 33        | 26        |
| Zenit St. Petersburg | 2023–24             | Giải bóng đá ngoại hạng Nga       | 0                | 0                | 0            | 0            | —             | —             | —            | —            | 1       | 0      | 1         | 0         |
| Zenit St. Petersburg | Tổng cộng           | Tổng cộng                         | 84               | 38               | 10           | 2            | —             | —             | 11           | 1            | 4       | 1      | 109       | 42        |
| Al-Hilal             | 2023–24             | Giải Vô địch quốc gia Ả Rập Xê Út | 0                | 0                | 0            | 0            | —             | —             | 0            | 0            | 0       | 0      | 0         | 0         |
| Tổng cộng sự nghiệp  | Tổng cộng sự nghiệp | Tổng cộng sự nghiệp               | 234              | 66               | 27           | 7            | 4             | 0             | 19           | 2            | 15      | 4      | 299       | 79        |

1. ↑  Bao gồm Cúp bóng đá Brasil, Cúp bóng đá Pháp và Cúp Nhà vua Tây Ban Nha
2. ↑  Ra sân ở Cúp Liên đoàn bóng đá Pháp
3. 1 2  Ra sân ở Campeonato Paulista
4. ↑  Ra sân ở Copa Libertadores
5. ↑  Ra sân ở UEFA Europa League
6. ↑  Ra sân ở UEFA Champions League

## Danh hiệu
Corinthians
- Giải vô địch bóng đá Brasil: 2015

Barcelona
- La Liga: 2018–19
- Siêu cúp bóng đá Tây Ban Nha: 2018

Zenit Saint Petersburg
- Giải bóng đá Ngoại hạng Nga: 2019–20, 2020–21, 2021–22, 2022–23
- Cúp Bóng đá Nga: 2019–20
- Siêu cúp Bóng đá Nga: 2020, 2021, 2022, 2023

U-20 Brasil
- Á quân Giải vô địch bóng đá U-20 thế giới: 2015

#### U-23 brasil
- Bóng đá tại Thế vận hội Mùa hè: 2020

Brasil
- Cúp Siêu kinh điển Nam Mỹ: 2018

Cá nhân
- Ligue 1 - Bàn thắng của năm: 2017–18[17]
- Vua phá lưới Giải bóng đá Ngoại hạng Nga: 2022–23(23 bàn thắng)
- Cầu thủ xuất sắc nhất giải Ngoại hạng Nga: 2022–23
- Tiền đạo xuất sắc nhất giải Ngoại hạng Nga: 2022–23